# Hans-Jürgen Schumacher

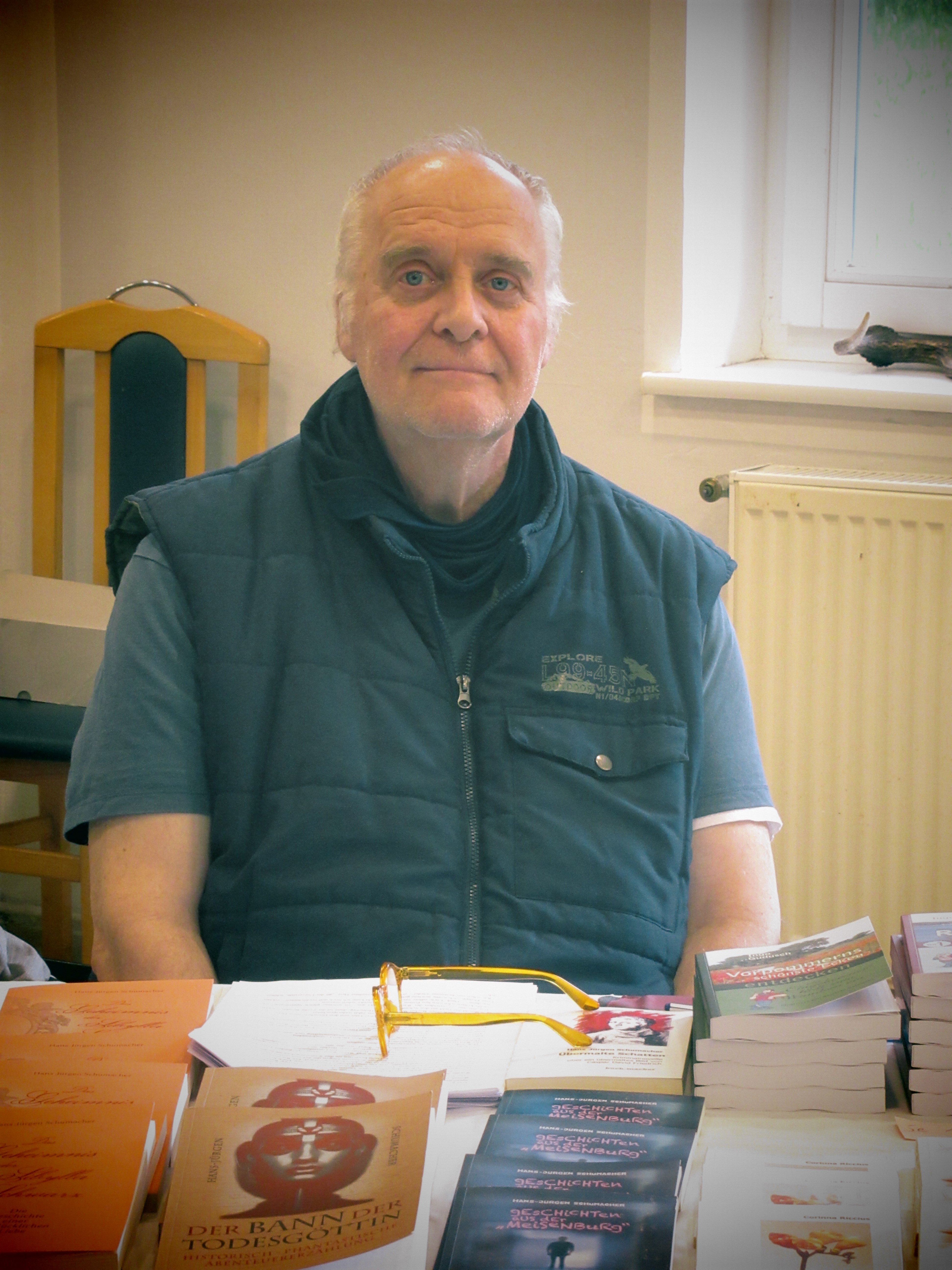
Hans-Jürgen Schumacher (2015)

Hans-Jürgen Schumacher (* 1957 in Greifswald) ist ein deutscher Journalist und Autor.

## Leben
Schumacher machte eine Buchhändlerlehre in Greifswald und übte danach verschiedene Tätigkeiten im kulturellen, journalistischen und literarisch-publizistischen Bereich aus. Von 1988 bis 1994 arbeitete er als Redakteur und Journalist, u. a. bei der Zeitung Der Demokrat. 1989/90 begann er ein Fernstudium am Literaturinstitut „Johannes R. Becher“. Er schreibt Lyrik, historische Romane und Kriminalgeschichten.
Von 2001 bis 2018 fungierte Hans-Jürgen Schumacher als Landesvorsitzender für Mecklenburg-Vorpommern im Verband deutscher Schriftstellerinnen und Schriftsteller. Zudem engagiert er sich auf ehrenamtlicher Basis in gesellschaftlichen und kirchlichen Gremien.
Seit 2014 arbeitet Hans-Jürgen Schumacher als Autor und redaktioneller Mitarbeiter beim MV–Verlag, Redaktion Vorpommernmagazin, mit Sitz in Greifswald.
In Anerkennung seiner schriftstellerischen, journalistischen und ehrenamtlichen Tätigkeit zum Wohle der Hansestadt Greifswald, wurde der Autor Hans-Jürgen Schumacher am 19. Oktober 2021 auf dem traditionellen Stadtempfang Greifswalds mit einer Eintragung ins „Ehrenbuch der Hanse- und Universitätsstadt“ ausgezeichnet. An der Veranstaltung nahm auch die damalige Bundeskanzlerin Angela Merkel teil.
Seit 2024 arbeitet der Autor für die Katholische Propsteigemeinde St. Usedom-Wolgast-Anklam-Greifswald als angestellter Archivmitarbeiter und Kirchenchronist.

## Schriften
- „Sehnsucht der Fassaden“, Lyrik. Berlin: Frieling, 1991, ISBN 3-934355-04-8
- „Ich dachte, Du meintest mich…“, Liebesgeschichten 1991, ISBN 3-934355-06-4
- „Gefühle im freien Fall“, Lyrik 1992, ISBN 3-934355-08-0
- „Heimatbilder“, Lyrik 1992, Baltic-Verlagsagentur
- „Gützkow – Reise zum Mittelpunkt Vorpommerns“, Reisebeschreibung 1993, Baltic-Verlagsagentur
- „Die blaue Decke ist zu kurz“, Lyrik 1994, ISBN 3-934355-10-2
- „Die letzte Umarmung – Hiddenseegedichte“, Lyrik 1996/97, ISBN 3-8025-2428-4, Neuerscheinung bei buch.macher, 2015, ISBN 978-3-935039-81-9
- „Die Nacht der schwarzen Krähe“, Mittelalterkrimi über den Mord am Universitätsgründer und Bürgermeister Heinrich Rubenow 1999, ISBN 3-935039-26-3
- „Raus aus der Sucht – Sehnsucht im Gepäck“, Gegenwartsroman über neues Suchtverhalten im Osten kurz nach der Wende 1998/99, ISBN 3-934355-02-1, Neuerscheinung bei BS-Rostock, 2015
- „Die weiße Frau von Hiddensee“, Kriminalnovelle. buch.macher autoren.verlag 2001, ISBN 3-935039-03-4
- „Zinaja und die 12 Gebote“, historischer Roman aus dem alten Israel, 2001/02, ISBN 3-935039-04-2
- „Übermalte Schatten“, Novelle aus der Jugendzeit von Caspar-David Friedrich, 2004, ISBN 3-935039-21-2
- „Der Fluch des unterirdischen Ganges – Pommern anno 1390“, historischer Roman, 2005, ISBN 3-934988-33-4
- „Nachwende-Skelett“, Thriller über ein dunkles Geheimnis von Ost und West, 2006, ISBN 3-89954-223-1
- „…die Lieb’ ist mein Beginn“, Romanbiografie über das tragische Schicksal der jugendlichen Barockdichterin Sibylla Schwarz, 2007, ISBN 978-3-935039-53-6
- „Sagenhaftes aus Greifswald und Umgebung“, DVD-Dokumentation. Produktion: Film und Fernsehen „GTV-regional“ 2005-08
- „Der letzte Regenbogen“, christliche Lyrik 2008, ISBN 978-3-935039-60-4
- „Der Jude von Greifswald“, historisch-biografischer Roman. buch.macher autoren.verlag 2010, ISBN 978-3-935039-67-3
- „Der Wal von Hiddensee“, Kinderbuch mit Illustrationen von Conny Halliger. BS-Verlag-Rostock 2010, ISBN 978-3-86785-137-4
- „Mut, Macht und Machenschaften – Ein Zar in Pommern“, historischer Roman. buch.macher autoren.verlag 2012, ISBN 978-3-935039-74-1
- „Malte und Mareike“, Libretto für Choreografie einer Bühnenshow zur Abschlussveranstaltung der Wiecker Festtage zum Fischerfest/Gaffelrigg 2012
- „Die Fratze von St. Marien“, historischer Roman. MV Verlag & Marketing 2015, ISBN 978-3-946096-01-6
- „Greifswalder Lesebuch – Stadtgeschichten aus neun Jahrhunderten“, Episoden, Erzählungen und Anekdoten. Karl-Lappe-Verlag 2017, ISBN 978-3-9817655-7-1
- „Am Ende ist das Licht – Alfons Maria Wachsmann, Lebensstationen eines Pfarrers, Widerstandskämpfers und Märtyrers“, Edition Pommern 2019, ISBN 978-3-939680-48-2
- „Arndt in Greifswald – Das Jahr der Entscheidung 1811“, historische Erzählung, Karl-Lappe-Verlag, Greifswald 2019, ISBN 978-3-947371-07-5
- „Das Geheimnis der Sibylla Schwarz – Die Geschichte einer unglücklichen Liebe“, historische Novelle, Karl-Lappe-Verlag, Greifswald 2020, ISBN 978-3-947371-09-9
- „Geschichten aus der ‚Meisenburg‘ – Über das Leben vor und hinter den Türen einer vorpommerschen Psychiatrie“, Prosa-Lyrik-Mix, Karl-Lappe-Verlag, Greifswald 2021, ISBN 978-3-947371-14-3
- „Die Prinzessin mit den bunten Augen und andere Vorlesegeschichten aus dem Greifenland“, Einschlaf- und Vorlesegeschichten aus Vorpommern, Kinderbuch, Karl-Lappe-Verlag Greifswald 2023, ISBN 978-3-947371-18-1
- „Der Bann der Todesgöttin“, historisch-phantastische Abenteuererzählung aus dem Alten Ägypten, bis in die Neuzeit, Karl-Lappe-Verlag, 2024, ISBN 978-3-947371-21-1
- „Die einzig ewige Blume“ - melancholische und andere Liebesgedichte vor und nach der Liebe, Lyrik-Foto-Band, Karl-Lappe-Verlag Greifswald, 2025, ISBN 978-3-947371-26-6